# 외로운 산장에서
"외로운 산장에서"는 한국에서 제작된 전응주 감독의 1974년 영화이다. 김진규 등이 주연으로 출연하였고 김인동 등이 제작에 참여하였다.

## 출연

### 주연
- 김진규
- 박지훈
- 태현실